# Molen van Berkhout
De Molen van Berkhout, in de volksmond ook wel Koffiemolen genoemd, is een voormalige korenmolen in Egmond aan den Hoef in de Nederlandse provincie Noord-Holland. Het is een rietgedekte achtkante bovenkruier, gebouwd als beltmolen, die in 1899 op zijn huidige locatie is gebouwd. Het achtkant heeft voorheen in Barsingerhorn een houtzaagmolen aangedreven. De molen is gedurende de tijd dat deze als zodanig in bedrijf was, in bezit van leden van de molenaarsfamilie Berkhout geweest.
Tot 1922 maalde de molen uitsluitend op windkracht. De elektromotor heeft sindsdien het werk overgenomen, wat noodzakelijk was omdat de windvang door nieuwe bebouwing verslechterde. Naast de molen werd in 1945 een motormaalderij opgericht. Het gaandewerk is in 1957 verwijderd en heeft plaatsgemaakt voor een inrichting als zomerverblijf, dat in 1962 werd verkocht aan een ondernemer die er een horecagelegenheid met de naam "De Koffiemolen" in vestigde. Omdat de toestand van de roeden te slecht werd, is de Koffiemolen op 30 december 1977 onttakeld.

## Restauratie
In 2006 is een stichting voor behoud van de Molen van Berkhout opgericht. In 2009 is de kap waterdicht gemaakt; in 2015 werd deze verwijderd vanwege het risico op naar beneden vallende delen. In 2012 waren er plannen voor verplaatsing naar de overzijde van de weg, maar deze zijn niet doorgegaan. De eigenaar wil de romp restaureren, maar de financiële middelen zijn zeer beperkt. In 2016 is begonnen met een omvangrijke restauratie, waarbij het achtkant volledig wordt gerestaureerd en er weer een kap met wieken op de molen wordt geplaatst. In 2017 is de restauratie van het achtkant voltooid en is een vrijwel geheel vernieuwde kap geplaatst.